# 死亡笔记
《死亡筆記本》（日语：／，簡稱《DN》）是由大場鶇原作，小畑健作畫的日本懸疑少年漫畫。故事敘述天才高中生夜神月取得了一本允許任何人只要透過知道對方的姓名及長相，就能夠殺死對方的死亡筆記本，他企圖以筆記本殺死罪犯來創造沒有犯罪者、只有善良和努力生活人存在的新世界，並因此與緝拿他的偵探L及其後繼者展開鬥智的過程。
漫畫於《週刊少年Jump》上連載，自2003年12月起至2006年5月止，全108話，單行本共12卷。改編電視動畫由MADHOUSE製作，自2006年10月4日開始播放至2007年6月27日止。至2017年為止，已經推出五部真人電影和一部電視劇，此外也推出了輕小說、電子遊戲、CD、音樂劇及各式週邊商品。
本作獲得了廣泛的讚譽，截至2016年為止，漫畫單行本的銷售量超過3000萬冊。根據日本文部科學省的調查，它在有史以來最傑出的漫畫中排行第10位。由於它的題材具爭議性，在世界各地引發了模仿及禁止。

## 故事大綱
本作的故事背景設定於近現代的日本，天才高中生夜神月發現了「死亡筆記本」，只要將某人名字寫在這本筆記本上，該人就會死。在用筆記本進行實驗後，月與筆記本的前主人死神路克相遇。路克因為無聊而將筆記本帶到人間，而月告訴路克，他將透過殺死罪犯來創造沒有犯罪者的「新世界」，而這項連續殺人的行為也讓他得到「奇樂」（取自英语「killer」，意為「殺手」）的外號。
奇樂的殺戮引起國際刑警組織和世界最強偵探L的注意，L指使囚犯透過僅在日本關東地區播放的節目宣告自己是L，並且即將緝拿奇樂，同時宣稱這是全球直播節目。在月中計殺死了該囚犯後，L得以鎖定奇樂位在關東。之後，L派出FBI探員追查奇樂，但都遭夜神月殺害。夜神月升上大學後開始與L正面接觸並多次交鋒。另一方面，著名偶像彌海砂從死神雷姆手中取得死亡筆記本，成為「第二奇樂」，海砂發現月是第一個奇樂後決定協助他，但她的疏忽導致L得以找到足夠的證據。在L逮捕海砂後，月展開一個複雜的計畫，他為了救海砂而自願讓L拘禁自己，並在數日後放棄筆記本所有權，失去了與筆記本相關的記憶。
在拘禁期間出現了第三個奇樂，由於月和海砂皆不可能在拘禁期間殺人，因此兩人被釋放。L和月聯手追查第三奇樂，發現他是四葉集團的火口。月從火口手中拿到筆記本後，取回自己身為奇樂的記憶並下手殺死火口。同時月還設局讓海砂處於可能被L逮捕的危險中，逼得愛上海砂的雷姆不得不殺死L來保護海砂，由於刻意殺人來延長他人壽命違反死神規定，雷姆因而身亡。在L死後，月繼續他創造新世界的計畫，同時扮演著第二任「L」。
四年後，奇樂得到公眾的支持，而兩位繼承L的少年也出現了：與美國政府搭上線的尼亞，以及勾結黑手黨的梅洛。梅洛用一連串的犯罪手段試圖接近奇樂，他的計划導致夜神月之父、擔任奇樂搜查本部負責人的夜神總一郎死亡。而尼亞在調查之後懷疑現任的L就是奇樂，他逼得夜神月不得不讓海砂暫時放棄筆記本。夜神月透過電視台主播高田清美聯絡上自己的支持者魅上照，讓他擔任奇樂。梅洛發現高田與夜神月有連繫後便綁架高田，高田殺死梅洛，而夜神月殺死了高田。這起綁架讓魅上露出破綻，進而使尼亞發現魅上與月的連繫，並得出月就是奇樂的結論。尼亞揭穿月是奇樂的真相，但月仍企圖殺死尼亞，搜查本部成員之一的松田朝月開槍，受傷的月哀求路克殺死知道自己身份的人，但路克認為月大勢已去且無法再取悅自己，便用筆記本殺死了月。
奇樂死後一年犯罪率慢慢攀升到以往的高度，世間開始有人組織懷念奇樂的團體。

## 概念

死亡筆記本封面示意圖。

### 筆記本
故事的核心是一本名為「死亡筆記本」的黑色筆記本，封裡寫著使用說明。當使用方式正確，任何人都可以在知道對象姓名和長相的前提下，透過將該人的姓名寫在筆記本內來殺死對方，並且可以具體地控制對方的死前行為和死因。根據電影導演金子修介的說法：「言靈是一個歷史悠久的日本觀念，在某種程度上、這是很日式的故事。」
繪者小畑健最初想將筆記本設計成「聖經般的感覺」，不過他後來覺得這不太好使用，因此便改成常見的大學筆記本。但在連載後他也認為讓筆記本有一些時代感，例如古日本的卷軸或中古歐洲舊約聖經般的設計應該也不錯。不過這些想法並沒有付諸實現。

### 作品主題
原作大場並沒有給《死亡筆記本》一個特別的主題，他表示：「硬要加上一個主題的話，應該是『人總有一天會死，永遠不能復生』，所以人要在活著的時候努力奮鬥。」他認為在故事中探討夜神月的行為是正義或邪惡並不重要，並表示：「我知道善惡論可以做為故事中精彩的答辯話題，但我從故事初期就決定不要提到那些，這樣不但危險，而且對漫畫來說一點都不有趣。」
美國賓夕凡尼亞大學宗教學助理教授Jolyon Baraka Thomas在其2012年發表的一篇學術文章中， 認為《死亡筆記本》點出了自由與安全間的衝突所造成的嚴重影響；說明高尚的道德理想容易受到腐化，人們總是以安全為名將暴力視為惡行。Thomas寫道：「和平的代價是死亡。」；Thomas的文章將《死亡筆記本》列為自1995年奧姆真理教引發東京地鐵沙林毒氣事件後所發表的最複雜的心理驚悚劇之一，並指出它透過整個故事的道德相對性提醒讀者他們自己的善惡觀可能與極端邪教成員沒有太大的區別。

## 設計
大場表示《死亡筆記本》的靈感並非源於特定的事物，而是在浮現一個大概後添加了死神與使用規則等具體事項。他希望創作一則懸疑故事，因為他認為自己不可能寫得出正統格鬥風格的作品，而且懸疑風格的故事比較稀奇。在刊載短篇後，他本以為這樣的作品與《週刊少年Jump》的調性不合，所以不會獲得連載。但當他知道獲得好評、並且請到小畑健作畫後是作夢也不敢相信。由於受到讀者的正面評價，《死亡筆記本》得以連載。
大場表示經常因為想放的東西太多導致頁數不夠用，在完成包括了對話、狀聲詞和分鏡的原稿後，稿件會被送到小畑手中，小畑看過之後會自己重畫一份分鏡稿，再向大場確認，之後才進入作畫程序，有許多新角色和小物件都是在作畫途中才定案的。在連載時、除了大略的走向以外，大場並沒有預先想好後續的內容，而是試著把月逼入絕境，再想著怎麼讓他逃出生天，他每創作新的一話就會回頭重新檢視舊的劇情，防止劇情不一致。在連載期間，大場和小畑很少碰面，他們透過責任編輯聯繫，而小畑並沒有預先得知故事的走向。

### 連載前短篇
《死亡筆記本》的前身是連載前推出的短篇，刊載於2003年36期的《週刊少年JUMP》，在該短篇中已有「死亡筆記本」、「死神」等設定。這個短篇故事得到責任編輯和讀者的正面反應。大場表示要將故事在一話之內收尾是很困難的，在創作出死亡筆記本的使用規則後大約停滯了一個月才繼續下筆，最後不得已用「死亡橡皮擦」收尾，讓他感到有點無奈。
小畑則表示他在聽到有死神、恐怖類型的短篇可以畫時感到興奮，當他收到大場的分鏡後，第一個感想是「果然是很難預料接下來會怎麼樣的劇情」，並擔憂《週刊少年Jump》的讀者不會喜歡這樣的故事，因為沒有華麗的動作場面，主角也被耍得團團轉。不過他很喜歡故事的氛圍。

### 動畫改編
動畫導演荒木哲郎表示他希望不僅關注「道德與正義的概念」，更要傳達「讓這個系列很有趣」的一面，而系列構成井上敏樹同意這項觀點並補充說，在動畫改編裡，強調原作有趣的部份是很重要的。他認為月的存在是最引人矚目的，因此改編動畫中盡可能地多加描述了月的想法與行動。井上指出，為了讓動畫以最好的方式呈現漫畫情節，他更動了情節次序，並以回想的方式呈獻劇情的開場，他認為這能讓戲劇張力更強。荒木則表示，因為動畫的觀眾不可能像漫畫讀者一樣「翻頁」，因此動畫製作人員必須確保細節的演出足夠清晰。井上表示製作組不想表現出每一個細節，因此必須要特定的細節加以強調，並省略較不重要的細節。由於原作漫畫的複雜性，他認為這項工作是「非常精密的巨大挑戰」，他也表示在腳本裡加註了比平常更多的指令和註釋。荒木則補充表示這些細節對整個故事的發展至關重要。

## 出版書籍
《死亡筆記本》自2003年12月1日起至2006年5月15日止連載於集英社《週刊少年Jump》，共108話，之後收錄於12冊單行本中。單行本日文版由集英社發行，臺灣中文版由東立出版社發行，北美版由碧日發行。而在《赤丸Jump》的2004年春、2004年夏、2005年冬、2005年春、GAG Special 2005中刊載了數則搞笑四格漫畫。
2006年10月13日，發行《死亡筆記本 13 HOW TO READ》，這冊官方解說書裡收錄了包括角色資訊、作品資料、刊載於《赤丸Jump》的四格漫畫、連載前的短篇以及兩位作者的訪談。解說書中文版於2007年1月20日發售，北美版於2008年2月19日發售。
2008年2月9日，因應電影《L：最終的23日》在日本上映，刊載了44頁的特別篇。內容描述死亡筆記本在夜神月死後三年再現人間，而新的「奇樂」將60歲以上的日本老人殺死的事件引起全球震驚，不過新任的「L」尼亞對此無動於衷，最後、使用死亡筆記本的人反而承受不了壓力和罪惡感，以自殺告終。
2020年5月發售的《Jump Square》2020年3月號刊載了全新的88頁短篇，講述高中生田中實從路克那裡得到死亡筆記本後，選擇以公開出售競標的方式來「使用」。
單行本
| 集數     | 日文標題 | 中文標題         | 集英社         | 集英社                                          | 文化傳信       | 文化傳信           | 東立出版社     | 東立出版社         |
| 集數     | 日文標題 | 中文標題         | 發售日期       | ISBN                                            | 發售日期       | ISBN               | 發售日期       | ISBN               |
| -------- | -------- | ---------------- | -------------- | ----------------------------------------------- | -------------- | ------------------ | -------------- | ------------------ |
| 1        |          | 無聊             | 2004年4月2日   | ISBN 4-08-873621-4                              | 2004年5月      | ISBN 962-8861-14-X | 2004年7月2日   | ISBN 986-11-4957-0 |
| 2        |          | 合流             | 2004年7月2日   | ISBN 4-08-873631-1                              | 2004年7月      | ISBN 962-8861-57-3 | 2004年8月7日   | ISBN 986-11-4958-9 |
| 3        |          | 狂奔             | 2004年9月3日   | ISBN 4-08-873652-4                              | 2004年11月     | ISBN 962-8881-19-1 | 2004年12月13日 | ISBN 986-11-5555-4 |
| 4        |          | 愛慕             | 2004年11月4日  | ISBN 4-08-873671-0                              | 2004年12月     | ISBN 962-8881-59-0 | 2005年1月30日  | ISBN 986-11-5556-2 |
| 5        |          | 白紙             | 2005年2月4日   | ISBN 4-08-873774-1                              | 2005年3月      | ISBN 962-8895-24-9 | 2005年3月10日  | ISBN 986-11-5956-8 |
| 6        |          | 交換             | 2005年4月4日   | ISBN 4-08-873795-4                              | 2005年5月      | ISBN 962-8895-77-X | 2005年4月28日  | ISBN 986-11-6368-9 |
| 7        |          | 零               | 2005年7月4日   | ISBN 4-08-873830-6                              | 2005年7月      | ISBN 962-8896-27-X | 2005年8月1日   | ISBN 986-11-6369-7 |
| 8        |          | 標的             | 2005年9月2日   | ISBN 4-08-873852-7                              | 2005年9月      | ISBN 962-8896-73-3 | 2005年9月30日  | ISBN 986-11-7250-5 |
| 9        |          | 接觸             | 2005年12月2日  | ISBN 4-08-873887-X                              | 2005年12月     | ISBN 962-8925-44-X | 2006年1月18日  | ISBN 986-11-7251-3 |
| 10       |          | 刪除             | 2006年2月3日   | ISBN 4-08-874018-1                              | 2006年2月      | ISBN 962-8926-12-8 | 2006年3月3日   | ISBN 986-11-7933-X |
| 11       |          | 同心             | 2006年5月2日   | ISBN 4-08-874041-6                              | 2006年6月      | ISBN 962-8926-93-4 | 2006年6月27日  | ISBN 986-11-7934-8 |
| 12       |          | 完               | 2006年7月4日   | ISBN 4-08-874131-5                              | 2006年8月      | ISBN 962-8945-42-4 | 2006年8月2日   | ISBN 986-11-8551-8 |
| 公式導讀 |          |                  |                |                                                 |                |                    |                |                    |
| 13       |          | HOW TO READ 真相 | 2006年10月13日 | ISBN 4-08-874095-5 ISBN 4-08-908053-3（特裝版） | 2006年11月30日 | ISBN 962-8946-52-8 | 2007年1月17日  | ISBN 986-11-8552-6 |

集英社文庫版/文化傳信特裝版/東立愛藏版
| 冊數 | 集英社        | 集英社                 | 文化傳信      | 文化傳信               | 東立出版社    | 東立出版社            |
| 冊數 | 發售日期      | ISBN                   | 發售日期      | ISBN                   | 發售日期      | ISBN                  |
| ---- | ------------- | ---------------------- | ------------- | ---------------------- | ------------- | --------------------- |
| 1    | 2014年3月18日 | ISBN 978-4-08-619486-0 | 2021年3月30日 | ISBN 978-988-8511-81-5 | 2021年9月23日 | ISBN 978-957-266281-6 |
| 2    | 2014年3月18日 | ISBN 978-4-08-619487-7 | 2021年5月14日 | ISBN 978-988-8511-82-2 | 2021年9月23日 | ISBN 978-957-266282-3 |
| 3    | 2014年4月18日 | ISBN 978-4-08-619488-4 | 2021年6月18日 | ISBN 978-988-8511-83-9 | 2021年9月23日 | ISBN 978-957-266283-0 |
| 4    | 2014年5月16日 | ISBN 978-4-08-619489-1 | 2021年7月17日 | ISBN 978-988-8511-84-6 | 2021年9月23日 | ISBN 978-957-266284-7 |
| 5    | 2014年6月18日 | ISBN 978-4-08-619490-7 | 2021年8月13日 | ISBN 978-988-8511-85-3 | 2021年9月23日 | ISBN 978-957-266285-4 |
| 6    | 2014年7月18日 | ISBN 978-4-08-619491-4 | 2021年9月16日 | ISBN 978-988-8511-86-0 | 2021年9月23日 | ISBN 978-957-266286-1 |
| 7    | 2014年8月19日 | ISBN 978-4-08-619492-1 | 2021年10月8日 | ISBN 978-988-8511-87-7 | 2021年9月23日 | ISBN 978-957-266287-8 |

DEATH NOTE 完全收錄版（愛藏版漫畫）
| 集數 | 集英社        | 集英社                 | 東立出版社     | 東立出版社             |
| 集數 | 發售日期      | ISBN                   | 發售日期       | ISBN                   |
| ---- | ------------- | ---------------------- | -------------- | ---------------------- |
| 全   | 2016年10月9日 | ISBN 978-4-08-792511-1 | 2018年10月11日 | ISBN 978-986-486-425-6 |

DEATH NOTE 短篇集
| 集數 | 集英社       | 集英社                 | 文化傳信      | 文化傳信               | 東立出版社   | 東立出版社             |
| 集數 | 發售日期     | ISBN                   | 發售日期      | ISBN                   | 發售日期     | ISBN                   |
| ---- | ------------ | ---------------------- | ------------- | ---------------------- | ------------ | ---------------------- |
| 全   | 2021年2月4日 | ISBN 978-4-08-882573-1 | 2021年6月18日 | ISBN 978-988-8511-93-8 | 2021年8月2日 | ISBN 978-957-26-7128-3 |

### 其他
- 小畑健畫集『blanc et noir』2006年5月31日發行、ISBN 4-08-782146-3
  - 主要以漫畫『DEATH NOTE』的插圖所出版的小畑健畫集。
- DEATH NOTE OFFICIAL MOVIE GUIDE (1) 2006年6月2日發行、ISBN 4-08-874092-0
- DEATH NOTE OFFICIAL MOVIE GUIDE (2) 2006年11月7日發行、ISBN 4-08-874094-7
- DEATH NOTE 集英社漫畫曆2006 ISBN 4-08-909282-5
- DEATH BOX 2006年4月發行、ISBN 4-08-908042-8
  - 小畑健畫集『blanc et noir』的預約印刷限定版。
- L FILE No.15 2008年1月25日發行、ISBN 978-4-08-782165-9
  - 愛藏版漫畫。收錄蜷川實花所拍攝的L（松山研一）訪談寫真106枚、大場鶇×小畑健新繪彩色漫畫、奎許‧華米的日記首次揭露。

## 衍生作品

### 電視動畫
《死亡筆記本》動畫由荒木哲郎導演，由Madhouse製作。自2006年10月4日起至2007年6月27日止於日本各家電視台播出，全37集。在臺灣由中視無線台及臺灣Animax播出，在香港由香港Animax、翡翠台和J2播出、在北美由碧日提供付費下載服務。

### 電影
《死亡筆記本》已被改編成多部電影。根據原著漫畫改編製作兩部電影：第1部《死亡筆記》2006年6月17日在日本公映，第2部《死亡筆記：決勝時刻》於同年11月3日上映。
此外，以L為主角的外傳電影L：最終的23日於2008年2月9日在日本、韓國、香港、马来西亚、台灣同時上映。
Netflix於2017年8月25日發行美國版改編電影。
中共二十大前，豆瓣网清空了《死亡笔记》上所有的电影条目。

### 輕小說
輕小說《死亡筆記本ANOTHER NOTE 洛杉磯BB連續殺人事件》（DEATH NOTE ANOTHER NOTE ロサンゼルスBB連続殺人事件）由西尾維新撰寫，由集英社於2006年8月1日出版。它是漫畫的前傳，故事由梅洛描述L在漫畫第15話裡提到的「洛城BB連續殺人事件」中，L與南空直美初次相遇的故事。故事除了描寫南空的性格之外，也著墨於L的工作方式，以及渡的孤兒院「華米之家」底下個各個天才。小說中文本由東立出版社發行，英文版由碧日發行。
| 冊數 | 集英社       | 集英社             | 東立出版社    | 東立出版社             |
| 冊數 | 發售日期     | ISBN               | 發售日期      | ISBN                   |
| ---- | ------------ | ------------------ | ------------- | ---------------------- |
| 全   | 2006年8月1日 | ISBN 4-08-780439-9 | 2007年1月30日 | ISBN 978-986-11-9576-6 |

電影《L：最終的23日》也被改編成一部同名小說，作者是M，於2007年12月25日發行。小說的情節與電影大致相符，不過有一些更動。例如尼亞並非電影裡的泰國男孩，而是漫畫裡的那一個。小說還揭露了更多關於L的過去。
| 冊數 | 集英社         | 集英社                 | 東立出版社   | 東立出版社             |
| 冊數 | 發售日期       | ISBN                   | 發售日期     | ISBN                   |
| ---- | -------------- | ---------------------- | ------------ | ---------------------- |
| 全   | 2007年12月25日 | ISBN 978-4-08-771210-0 | 2008年2月4日 | ISBN 978-986-10-1310-7 |

### 電子遊戲
由科樂美設計、在任天堂DS上運行的《死亡筆記本》電子遊戲《死亡筆記本 奇樂遊戲》（Desu Nōto Kira Gēmu）在2007年2月15日發售。《奇樂遊戲》是一款類似狼人遊戲的策略遊戲，玩家扮演著奇樂或L的角色，並試圖推斷他的敵人是誰（奇樂的對手是L，反之亦然）。在此遊戲中，任何角色皆可以是L或奇樂。遊戲每個回合分為三階段，玩家必須觀察其它玩家的反應，並推斷誰是奇樂/L。這款遊戲的續作《死亡筆記本 L的繼承者》（Desu Nōto Eru o Tsugu Mono）在2007年7月12日發售，故事情節以漫畫的第二部份為主。
第三款遊戲是以任天堂DS為平台的《死亡筆記本 L 序章 -螺旋陷阱-》（L the proLogue to DEATH NOTE -Rasen no Wana-），在2008年2月7日發售在這款冒險遊戲裡，玩家扮演在陌生旅館醒來的FBI新人，必須根據L的協助逃離該處。遊戲故事的時間點是在原作奇樂事件之前。
《死亡筆記本》裡的幾個角色也出現在《Jump 超級群星會》和《Jump明星終極大亂鬥》中，這是彙整《週刊少年Jump》不同連載作品裡的多個主角進入同一平台進行對戰的格鬥遊戲。夜神月、L和路克在《Jump 超級群星會》裡出現並擔任支援角色；夜神月、L、海紗、梅洛和尼亞在《Jump明星終極大亂鬥》裡出現並擔任支援角色。
第四款遊戲是Grounding Inc.製作，萬代南夢宮發行的《死亡筆記本 暗影任務》（DEATH NOTE Killer Within），在2024年11月6日全平台發售。這是賭上生死的線上社交推理遊戲，最多可10人同時遊玩。玩家將分成兩個隊伍，必須試探各自的真實身分，除掉威脅奇樂的L或是爭奪死亡筆記本。2025年1月31日追加新身份梅洛。

### 音樂劇
2015年，由原作改編而成的音樂劇《死亡筆記本：音樂劇》在日本和南韓上演。它由百老匯作曲家法蘭克·懷德恩作曲，傑克·墨菲（Jack Murphy）作詞，伊凡·曼奇爾（Ivan Menchell）改編劇本，再由日方轉譯為日文演出。2015年4月6日至4月29日在日本上演，由栗山民也擔任導演，因夜神月戲分吃重，因此在不同的場次裡由浦井健治和柿澤勇人兩人分擔飾演，小池徹平飾演L；同年6月11日至8月11日在韓國上演，夜神月由洪光浩飾演，L由金俊秀飾演。2017年7月21日至7月23日，該音樂劇在臺中國家歌劇院進行台灣地區首演。
懷德恩表示自己在接下這項工作前對原作並不熟悉，但在鑽研漫畫、動畫和電影後對作品非常喜愛。懷德恩表示，由於劇中有許多年輕的角色，因此歌曲充滿了現代、前衛的元素，不過即使如此，這也是一部像亞瑟王傳說一樣帶有神話傳奇色彩的作品。伊凡．曼奇爾在接下邀約後，先是不帶想法地讀過一遍漫畫，思考其中有什麼讓自己動心的地方，接著再以改編的角度讀過一次，思考該如何將劇情濃縮成兩個半小時的音樂劇。他在改編劇情時保留了原著中的鬥智橋段，將劇本的核心轉往探討「正義為何」，並原創了結局。為了詮釋L，小池徹平依據栗山導演的指示，將L的坐姿等行為舉止融入自己的生活中，小池表示雖然背部因此而痠痛，但卻也練出了背部的肌肉。他認為浦井健治和柿澤勇人飾演的夜神月有著各自的魅力，呈現了不同的風格。
音樂劇的情節以原著的前半部，即夜神月與L的對決為主，並在彌海砂被視為第二奇樂並遭到逮捕後有了大幅度的改編。為了營救海砂，夜神月策動雷姆殺死L，而雷姆也因為違反規定而死，但當獲勝的夜神月準備著手創造新世界時，路克認為夜神月日復一日的殺人行為實在太過無聊，便將他的名字寫入自己的筆記本裡殺死了他。

### 電視劇
2015年7月，《死亡筆記本》電視劇在日本電視台播出。由窪田正孝飾演夜神月，山崎賢人飾演L。

### 聲劇
《死亡筆記本》的聲劇由喬納森·克萊門茨改編，有英語和德語兩種版本，全劇共12集，每集長約1小時，前三集於2018年10月26日推出。

## 評價
截至2015年4月，12冊的《死亡筆記本》單行本總銷量達3000萬冊。該系列贏得2008年金鷹獎由英國讀者票選的最佳漫畫獎。根據2007年由日本文科省所進行的調查，《死亡筆記本》被選為有史以來第10佳的漫畫。它也獲得了多項提名，例如2006年美國動畫獎最佳漫畫，2007年手塚治虫文化獎，2008年安古蘭國際漫畫節主辦之選，而在2008年艾斯納獎中，小畑健被提名為最佳畫師。2007年，《死亡筆記本》的前三集名列美國圖書館協會公佈的「2007年十大最適合青少年的圖書書單」之中。在ICv2的2009年第二季「十大少年向作品」中，《死亡筆記本》名列北美第三佳的漫畫作品。《沙龍》網站的道格拉斯‧沃克（Douglas Wolk）表示：「傳聞《死亡筆記本》的故事只有原本的一半，但由於人氣增加、大場和小畑被說服得延長故事。在故事的中段有個看起來很自然的結局。」此外他表示愛好者在網際網路上發表了上千則《死亡筆記本》的同人小說。2006年，日本的愛好者指出《死亡筆記本》與1973年由水木茂創作的短篇作品《不可思議的手帖》有相似之處， Comipress表示兩者的唯一差別在於《死亡筆記本》有死神。
動畫新聞網評論員Zac Bertschy稱《死亡筆記本》為一套「令人驚訝的吸引力，原創的懸疑故事，提出了一些有趣的道德問題」。他指出由於該作品的主角有著類似殺人犯的性格，而且還必須掩藏身為奇樂的身份，使得它與其它作品的讀者在統計數據上的差異頗大。 Bertschy也提到一些少年漫畫的讀者對《死亡筆記本》的黑暗主題感到訝異，但他稱讚這部作品是「偉大的藝術，偉大的故事，引人注目的角色」。Mania Entertainment的Julie Rosato認為這個故事非常引人入勝，她喜歡月在故事中的發展、L的登場以及後者如何開始懷疑前者的身分。她讚揚這個作品透過每一話的細節將故事推向高潮，讓讀者迫不及待想看到接下來的發展。動畫新聞網的 Briana Lawrence認為《死亡筆記本》的有趣之處就在於沒有惡人，「而是有兩個相反的角色秉持著相同的信念：正義」，她認為雖然故事的下半部並不太好，月變得不太聰明，一些曾經重要的角色成了背景，不過結尾讓一些配角有耀眼的機會，也帶讀者重回第一冊的內容。然而她並不喜歡結局沒有詳細交代海紗的下落，以及尼亞和梅洛仍被視為「一半的L」。動畫新聞網的Jacob Hope讚揚魅上照這個角色的血腥與耀眼，認為他更勝於海紗、梅洛和尼亞。Jolyon Baraka Thomas在《日本宗教研究學刊》中撰文表示這篇漫畫是由黑暗的演員所進行的陰沉敘事。而小畑的畫風透過精細的筆劃巧妙地結合光與影，讓作品恰到好處。

《死亡筆記本》動畫是2007年東京國際動畫博覽會上的最佳電視動畫系列之一。IGN的Tom S. Pepirium評論《死亡筆記本》的動畫「具有強大的一體感」，這是它為什麼吸引人的目光和討論。Pepirium認為翻譯《死亡筆記本》是個「不小的任務」，並讚揚製作英語配音版的Stephen Hedley翻譯了一個「毫無笨重」的版本。他補充道，配音總監 Karl Willems,率領的專業團隊呈獻出的配音比其它版本少了油腔滑調的叫喊與尖叫。在全國公共廣播電台節目新鮮空氣上，John Powers說：「《死亡筆記本》是一齣像《LOST檔案》一樣讓人讓癮的秀。」在IGN的有史以來百大優秀電視動畫排行榜中，《死亡筆記本》動畫名列51。《Hyper》雜誌評道：
為了讓37集、每集20分鐘的動畫更貼近漫畫，採取了一個更加冗長的方式來敘事，強化了月在角色上的奇妙性和仇恨，也加深刻劃L與月這兩位在動畫中長時間出現的、層次複雜的角色。
在10分的滿分中，IGN的A.E. Sparrow 對小說《死亡筆記本 ANOTHER NOTE 洛杉磯BB連續殺人事件》的評價是9.5分，他認為作者很清楚「是什麼讓角色如此出色」、「將漫畫的有趣之處囊括進小說中」，他認為在西尾維新的筆下，《死亡筆記本》的愛好者會「找到一個安樂窩」，讓《死亡筆記本》的有趣之處更上層樓。而小說《L：最終的23日》在2008年登上日本暢銷小說亞軍。

## 爭議
該系列在日本之外的發行遇到一波模仿犯罪，根據《連線》雜誌報導，成為日本最受歡迎的印刷品和國際爭議的話題，使得許多日本父母想知道他們是否應禁止孩子閱讀《死亡筆記本》漫畫。電影導演金子修介回應「如果阻止孩子看電影就會讓他們更好，那為什麼不乾脆禁止他們接觸任何負面消息呢？」

### 查禁與試圖查禁
2005年1月11日，中華人民共和國遼寧省瀋陽市的文具店裡，曾販賣以「DEATH NOTE 死亡筆記」為名的一般筆記本，筆記本仿造《死亡筆記本》作品裡的筆記本及規則，並且已有學生在該筆記本裡寫下熟人或老師的姓名、並編造死因。這讓中國大陸的「掃黃打非」工作小組辦公室開始查禁《死亡筆記本》，理由是該作品「包含了神秘主義、死亡、報復等諸多感情因素在內，這些黑色感情將對孩子幼小心靈產生非常大的負面影響，嚴重影響孩子的人格發育」，並從5月28日至6月3日開展為期一週的查繳行動，這項禁令擴及到北京、上海、甘肅、江蘇、河南、湖北、廣東、四川等多個地方，不過在香港發行、正式授權的香港中文版並沒有受影響。喬納森·克萊門茨評論，大陸政府這麼做的原因，部份是反對迷信、部份是打擊盜版。
2007年，中華民國屏東縣教育局警告家長「必須注意《死亡筆記本》等懸疑漫畫帶來的負面影響」，而出版品評議基金會執行長許文彬和漫畫評論家JoJo都認為不應把孩童的行為全然歸咎於漫畫，並應以理解代替禁止。
阿布奎基公立學校在2010年5月召開公聽會，企圖禁止校內的《死亡筆記本》漫畫，但這項投票並沒有通過。
2013年2月，俄羅斯葉卡捷琳堡的15歲女孩自殺身亡後，當地的家長團體在同年4月發起運動，要求總统弗拉基米尔·普京審查所有會令閱聽人對死亡產生興趣的媒體。2014年3月，調查員得出的結論是女孩自殺並不是漫畫所導致的。
2015年6月10日，中華人民共和國文化和旅遊部公布網絡動漫產品“黑名單”，《死亡筆記》位列其中。

### 模仿犯罪與效法
在世界各地發生了一些基於《死亡筆記本》的模仿犯罪，2007年9月28日，在比利時一位男性白人的遺骸旁邊發現兩張紙片，以羅馬字寫著「Watashi wa Kira dess」（為Watashi wa Kira desu的誤寫，意為「我是奇樂」） 。這個案件被比利時媒體稱為「Mangamoord」（荷蘭語的「漫畫殺手」之意）。直到2010年，有四個人因為謀殺罪而被捕。
2007年，美國弗吉尼亞州里士满富蘭克林軍事學院內的一名高級軍官因為持有記載了學生姓名的死亡筆記本而被查獲，學院的校長寫了信給學生的父母，並告知他們有一個非官方網站可以讓使用者在上面撰寫他們希望殺死的對象和詳細的死因。
2008年3月，美國南卡羅來納州 Hartsville中學的校方從學生手中取得一本仿造「死亡筆記本」裡的筆記本，他們認為這與動畫、漫畫的影響有關，並籌劃舉行紀律聽證會，更通知了名字被寫在筆記本上的七個學生的家長。在美國亚拉巴馬州加茲登，兩名六年級的男孩子因為持有一份「死亡筆記本」而被捕，這本筆記本上列出了幾個學校教職員和同學的姓名。根據埃托瓦縣司法部門的 Lanny Handy表示，筆記本是由教師發現的，兩位學生的家長與師長會見了Handy和另一名初級保護司官。2008年5月14日，華盛頓州吉格港的一名中學生被退學、而有三名被留級，因為他們在自己的「死亡筆記本」裡寫下50個名字，這些名字裡包括時任美國總統喬治·沃克·布什。
2009年9月，一則報導指出澳大利亞有位八年級的男孩子製作了一本「死亡筆記本」，裡面記載著名為「戰鬥計劃」的文章，詳細記載如何將炸彈放置在他的學校。2009年12月，俄克拉何馬州一所小學的兩個學生因為「死亡筆記本」而受懲罰，因為有兩個名字被寫在筆記本上的女孩對他們的行為表示憤怒。2010年3月，密歇根州一位中學生因為「死亡筆記本」而被停學。2011年，台灣電視劇《牽手》出現了仿作的「死亡筆記本」及相關劇情，因而受到批評。2010年5月，賓夕法尼亞州 Avonworth學區一位中學生因為在「死亡筆記本」上寫下名字而被停學，這些名字包括他的同學和歌手賈斯汀·比伯。2015年2月，賓夕法尼亞州匹茲堡附近一位小學五年級學生因為在「死亡筆記本」上寫下同學的名字而被停學。2017年1月，日本福島縣一名教師在去年11月下旬到12月上旬，在課堂上展示《死亡筆記本》漫畫封面，並對學生說「要把你的名字寫到死亡筆記本裡喔。」有4名學生遭到教師的警告。校長對該教師提出警告，而校方也因此向家長道歉。

## 外部連結
- （日語） 集英社「死亡筆記」官方網頁
- （日語） 真人電影版的官方網站 （页面存档备份，存于）
- （日語） 電視劇官方網頁 （页面存档备份，存于）